# コペンハーゲン地下鉄
コペンハーゲン地下鉄（コペンハーゲンちかてつ、デンマーク語: Københavns Metro）は、デンマークのコペンハーゲンとその近郊にあるフレデリクスベア (Frederiksberg)、ターンビー (Tårnby) で運行されている小型の無人運転地下鉄である。2002年にM1とM2の2系統が開業した。デンマーク国鉄が運営する近郊列車であるS-Tog（エス・トー）を補完する。
イタリアのアンサルドブレーダが製造した3両編成の列車34本を使用している。コペンハーゲンが50%、デンマーク政府が41.7%、フレデリクスベアが8.3%出資した地下鉄公社であるMetroselskabetが地下鉄網を所有している。また列車の運行はアンサルドSTS (Ansaldo STS) とミラノ地下鉄を運営しているアジエンダ・トラスポルティ・ミラネージ (ATM: Azienda Trasporti Milanesi) の合弁会社であるインメトロ (Inmetro) が行っている。
2007年にコペンハーゲン国際空港までM2路線が延長された。M1系統には15の駅があり全長14.3 km、M2系統には16の駅があり全長19.2 kmである。日中は6分おき、ラッシュ時は4分おき、夜間は15分おきに運行されている。
2019年に環状線を持つシティ・サークル線 (City Circle Line) のM3系統・M4系統が開業し、コペンハーゲン中央駅などを結んだ。

## 歴史
コペンハーゲン地下鉄は、おおむね1992年に出されたコペンハーゲンの交通網の将来に関する報告書の結果として建設された。コペンハーゲン中心部の南に位置するアマー島の大部分は未使用であるか農業に用いられていた。オーレスン・リンクの建設と関連してオレスタッド計画 (Ørestad) の一環としてこの土地を開発することが決定された。この地域はS-togの列車が通っていなかったため、都市の有機的な発展を阻害しないように、新しい開発と関連しあらかじめ効率的な交通網を建設することが決定された。この交通網に対して、路面電車と無人運転地下鉄、そして都心部を通過するために地下鉄のようなトンネルを利用する路面電車で構成されるライトレールの3つの主な提案が出された。最も輸送能力が高く高速で安全性に優れ、また都市の環境を破壊しないと考えられたことから地下鉄が選択された。しかしながら、これは3つの提案の中で最も費用がかかるものであり、当初計画の予算を超過する1つの理由となった。

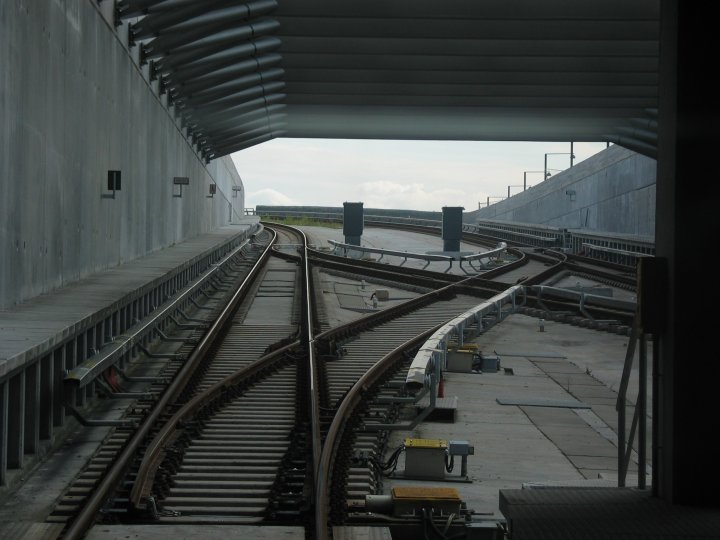
高架区間と地下トンネル区間の移行区間

1996年に出された地下鉄の当初建設に関する最終計画では、Vanløseから都市中心部を通りアマー島まで同じ経路を通り、そこでVestamagerへ行く西側のM1系統と、コペンハーゲン空港へ行く東側のM2系統に分かれる2路線から構成されることになっていた。この計画は3段階に分割された。第1段階はNørreportからM1系統のVestamagerと、M2系統のLergravsparkenまでである。第1段階の建設は1997年に始まり、マルグレーテ2世の臨席により2002年10月19日に開業した。
第2段階はさらに2つのプロジェクトに分割された。2aプロジェクトはNørreportから西へフレデリクスベア (Frederiksberg Station) までで、2003年5月29日に開業した。2bプロジェクトは同年10月12日に開業し、フレデリクスベアからさらに西へVanløseまで延長した。フレデリクスベアからVanløseまでは、S-togの列車のF系統と同じところを走っている。第2段階の完成時点では、Flintholm駅はまだ建設中であった。この駅に関しては2004年1月24日から営業を開始している。
M2系統のLergravsparkenからコペンハーゲン空港までの最後の区間は第3段階とされた。この区間は4.5 kmに5つの駅があり、1960年代に廃止されたアマー鉄道 (Amagerbanen) が走っていたところを通る。この計画は、島が東西に分断されてしまうと恐れた地域住民による抗議を受けた。こうした住民はアマーメトログループ (Amager Metro Gruppen) という組織をつくり、法的手段により建設を阻止しようとしたがうまくいかなかった。こうした反対運動に応えて、この区間の建設計画は当初のものより多くのアンダーパスや歩道橋を建設するものへと見直された。この区間は2007年9月28日に開業し、都心部からコペンハーゲン空港駅（カストルップ駅、Copenhagen Airport, Kastrup Station）まで14分で行けるようになった。
運行が始まってから数年にわたり、地下鉄の費用便益比が議論された。しかしながら、地下鉄の負債の返済は予定より3年早く進んでおり、当初計画より9年早く返済が終わると見積もられている。しかしながら、2007年末現在でまだ進行中で2008年-2009年まで結論が出ないと思われる、地下鉄の土木工事の契約者 (Metro Civil Works contractor: COMET) とØrestadsselskabetの間の進行中の交渉により、予定外の出費が発生して影響を受ける可能性がある。自動ドア関連など、いくつかの技術的な問題により、最初の5年間は地下鉄に遅れが目立ち、全列車のうち定時に運行されたものは85%から95%に留まっていた。こうした問題のほとんどは解決され、2006年時点では定時率は98%から99%に達した。地下鉄は1日に約12万人の乗客を輸送しており、全体としてS-togやバスなどで構成される既存の公共交通機関とよく統合されている。
COMETコンソーシアムは、Astaldi・ヴァンシ・エファージュ・Strabag・NCC Rasmussen & Schiøtz Anlæg・Carillionなどの企業から構成されている。

## 路線網

### 路線
コペンハーゲン地下鉄は、都心部では同じ路線を通り、アマー島で東西に分かれる2つの路線から構成されている。2本の路線に合計で22の駅があり、全長21.3 kmである。
路線は地下および地上の両方があり、軌間は標準軌で直流750 Vの第三軌条方式で走行している。アマー島の路線の大部分と、Vanløseへ向かう区間の一部が地上を走行しており、都心部では地下を走っている。トンネルは3つの異なる工法で建設されている。トンネルボーリングマシンによる掘削、開削工法、新オーストリアトンネル工法 (NATM) である。GSMの信号リピーターがトンネル内に設置されており、携帯電話が使えるようになっている。アマー島の西側の区間は、半分がコンクリート高架橋で、残りが築堤で構築されており、またFasanvejからVanløseの区間も築堤である。
| 路線 | 区間                                                                              | 開業年               | 全長    | 駅 |
| ---- | --------------------------------------------------------------------------------- | -------------------- | ------- | -- |
|      | Vanløse – Vestamager                                                              | 2002年               | 14.3 km | 15 |
|      | Vanløse – Lufthavnen/Airport                                                      | 2002年（一部2007年） | 19.2 km | 16 |
|      | København H — Frederiksberg — Nørrebro — Østerport — Kongens Nytorv — København H | 2019年               | 15.5 Km | 17 |
|      | Orientkaj – København Syd                                                         | 2020年（一部2024年） | 10.2 Km | 13 |

第1段階と第2a段階（ForumからVestamagerへとLergravsparkenまで、全てのトンネル掘削と深部の駅を含む）の地下鉄建設工事は、デンマーク・イギリス・フランス・オーストリア・イタリアの専門事業者から構成される、本件専用のコンソーシアムであるCOMETによってターンキーで設計・施工された。運行システムの契約はアンサルドが獲得した。
もし通常運行が中断された時は常に、通常の地下鉄の半分の時隔で運転されるバスが各駅を結んでいる。

### 駅
現存する地下鉄網には全部で22の駅が存在する。このうち9は地下にあり、さらにこのうち6は深部にあり、他の3つは地面のすぐ下にある。これらの駅は全て、KHRASアーキテクツ (KHRAS Architects) がデザインした時代を超えた、よく似た設計になっており、駅の前にある5 mの高さの情報を表示する円柱で認識できる。全ての駅は全長60 m、幅20 mであるが、Nørreportだけは既存のS-togのプラットフォームと連絡するために全長80 mになっている。全ての駅に呼び出し装置が複数設置されており、制御・保守センター (CMC: Control and Maintenance Centre) に対して乗客が情報を問い合わせたり、非常時の連絡をしたりできるようになっている。駅のプラットホームと列車の間には隙間がないように設計されており、車椅子の旅客も他の人からの助けを受けずに列車に乗ることができる。

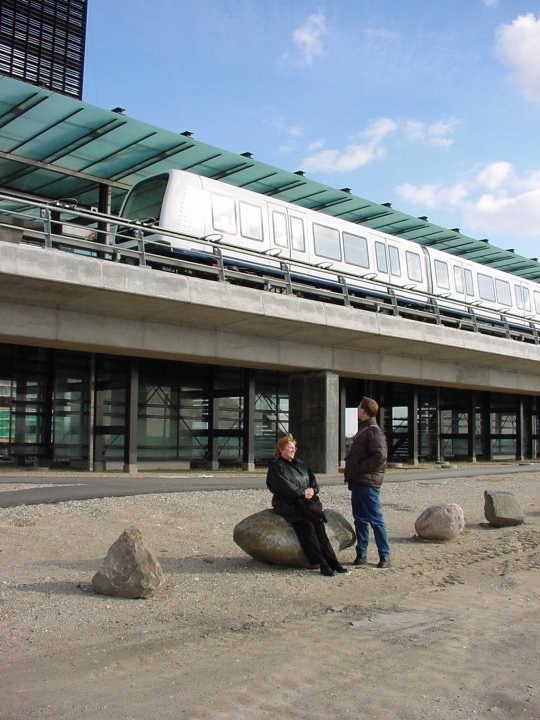
アマー島の高架駅

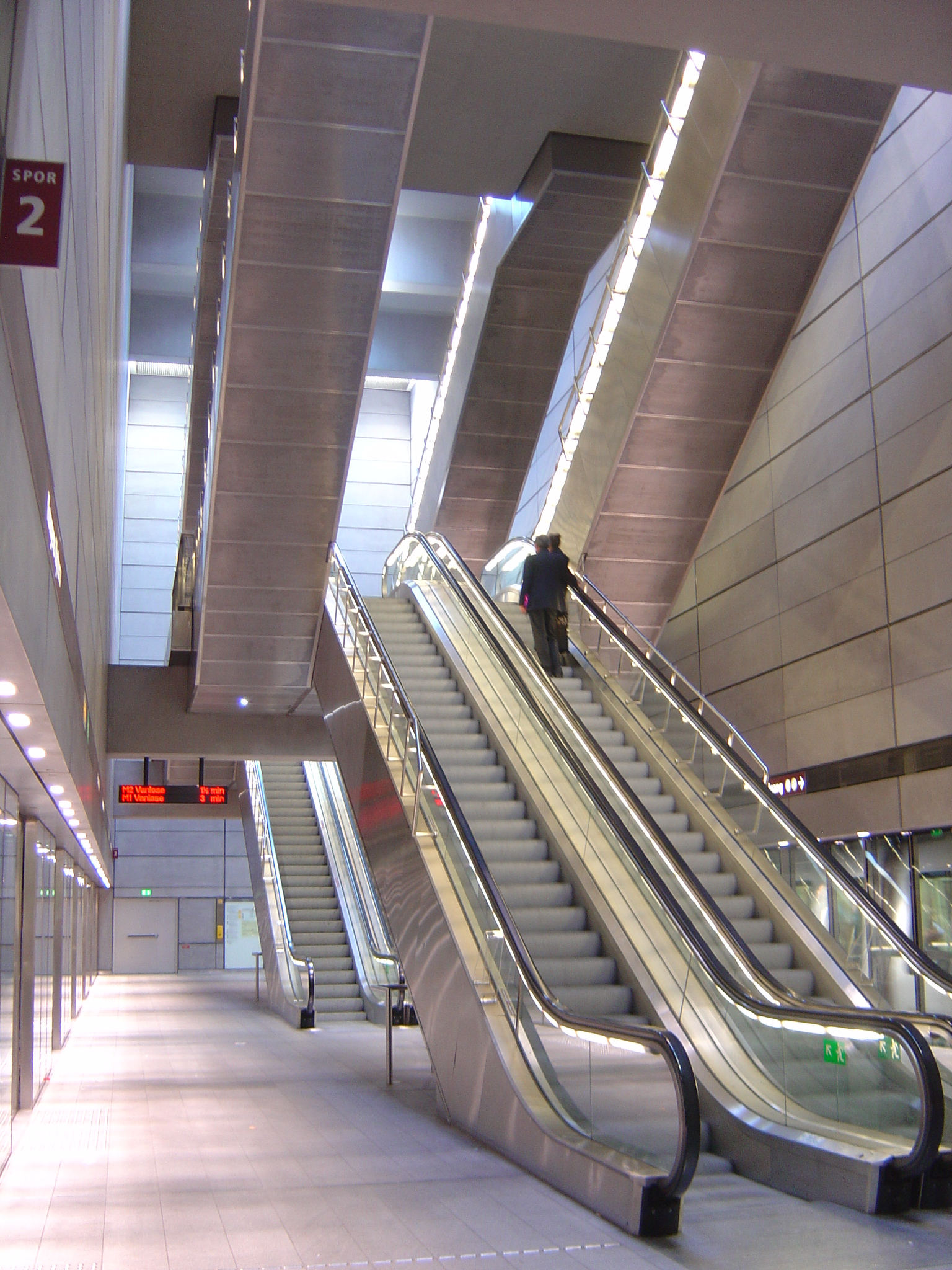
地下深くにある駅のデザイン

地下深くの駅は、地下20 mのところに存在している。こうした駅の全てでエスカレーターとエレベーターを備えている。地下駅にはホームドアが備えられており、旅客が線路に下りたりトンネルに入ったりできないようになっており、また駅をトンネルから隔離している。駅の屋根にはガラス製のピラミッドが取り付けられており、日光が差し込むようになっている。このピラミッドの中には光を分散・屈折させるプリズムが入っており、壁に虹が現れることがある。駅に設置された照明は、日光を最大限に生かせるように自動的に調節されており、常時一定の明るさになるように保たれている。

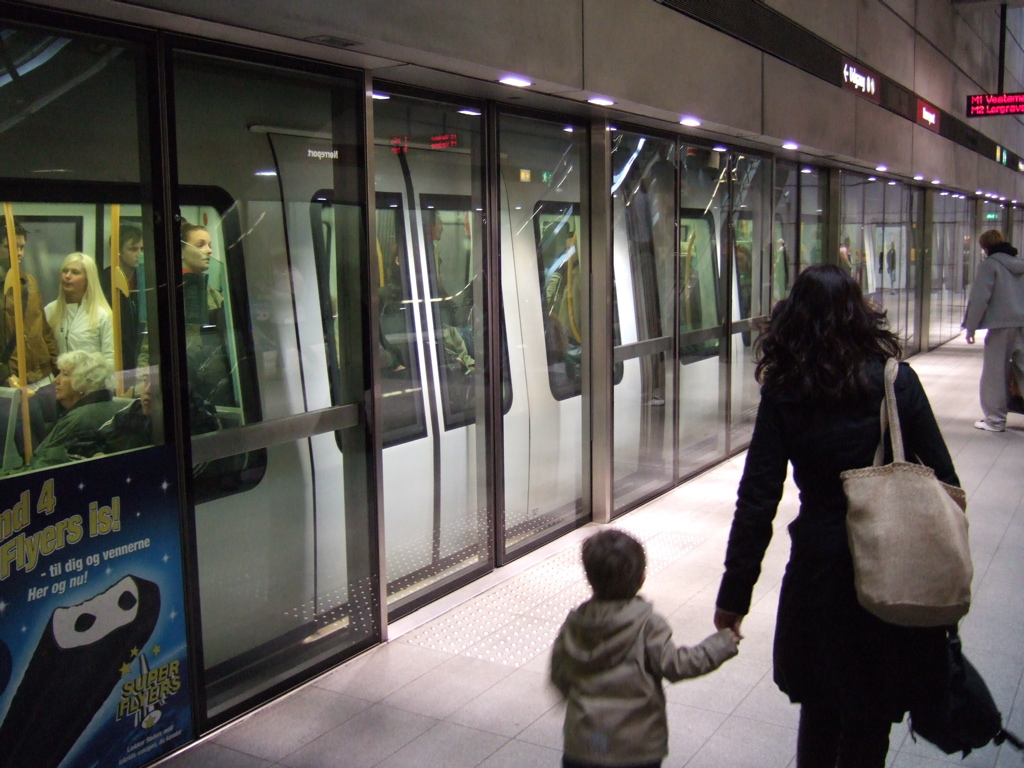
コペンハーゲン地下鉄のプラットホームドア

地上駅はガラス・鋼鉄・コンクリートで造られており、少し前衛的な印象となっている。地上駅にはホームドアはないが、自動的な安全装置が備えられており、線路上に障害物を検知するとすぐに列車を止めるようになっている。列車が止まると、手動で再起動しなければならない。アマー島西側では高架駅になっている。

### 乗車券
コペンハーゲン地下鉄では、コペンハーゲンの他の公共交通機関と共通の運賃制度を採用している。全ての駅に、硬貨・クレジットカード・デビットカードを使える自動券売機が設置されている。

## 列車
地下鉄の列車は、ジョルジェット・ジウジアーロのジウジアーロ・デザインによってデザインされ、アンサルドブレーダ（現・日立レール）で製造されたドライバーレス・メトロ。無人運転で、コンピューターシステムによって制御されている。しかしながらスチュワードがよく列車に乗っており、乗客に案内をしたり、検札をしたり、緊急事態に対処したりしている。スチュワードが乗っていない場合、車上の呼び出し装置でCMCと連絡することができる。2007年現在、34本の列車が使用されている。

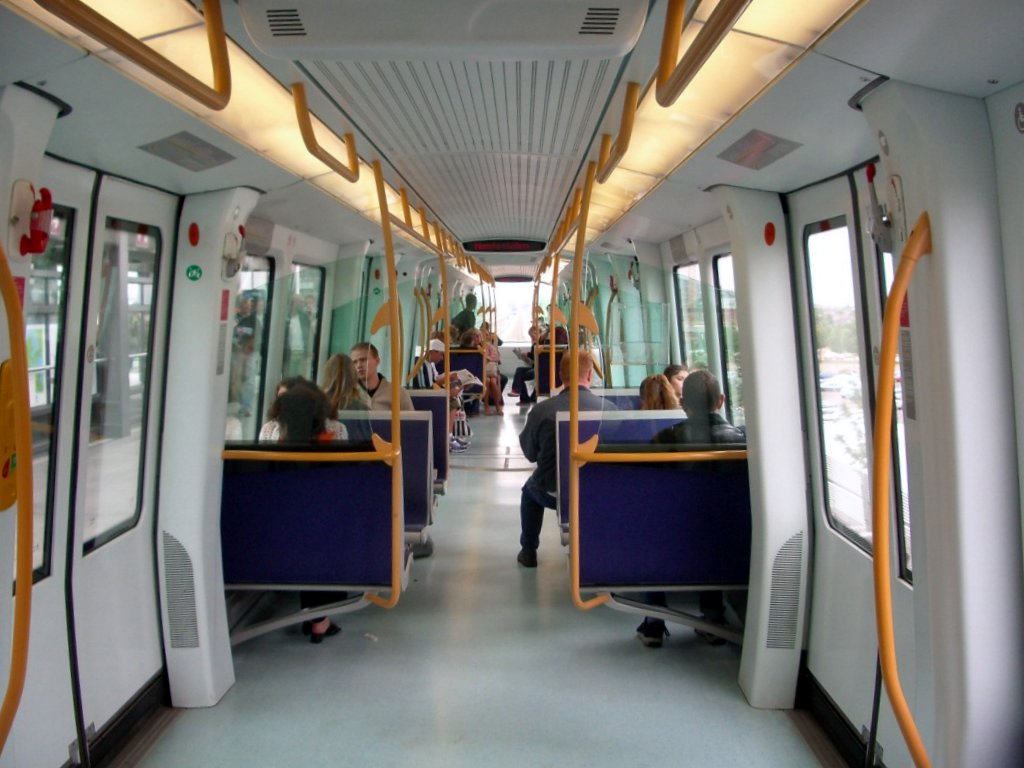
列車の内部

列車は全長39 m、幅2.65 m、重量52 トンである。最高速度は80 km/hで、平均運行速度は40 km/h、加減速度は1.3 m/s2である。列車は3両連接構造で、合計6つの自動ドアを備え、着席定員96人、立席定員204人である。各列車とも4箇所の大きな多目的スペースが用意されており、折り畳み式座席により車椅子・乳母車・自転車用の場所を取れるようになっている。列車は比較的小さなものなので、旅客を短距離でとても短い時間間隔で素早く輸送することを意図している。市街中心部でラッシュ時には2分おきの運行である。
列車はVestamagerにあるCMCで整備されている。列車は自動的にCMCへ行き、機械により外部を洗浄され、運用に戻ることができるようになっている。特別な整備が必要な時には運用から外れて、手動で側線に入るようになっている。

### 自動列車システム
地下鉄網全体は、ATCと呼ばれる完全自動のコンピューターシステムで運営されている。コンピューターによりシステムを運営させることで、ヒューマンエラーを排除でき、正確な加減速制御により列車間隔を短くすることができる。システムは、CMCにいる5人の指令員により常時監視されている。ATCシステムが故障した際には、CMCにいる指令員から遠隔で列車を運転することも、車内にいるスチュワードが運転することもできる。
コペンハーゲン地下鉄のATCシステムは、アメリカ合衆国ペンシルベニア州ピッツバーグにあるユニオン・スイッチ・アンド・シグナル社（現・日立レールSTS）により開発・保守・更新されている。
このATCシステムは、3つのサブシステムに分けられる。

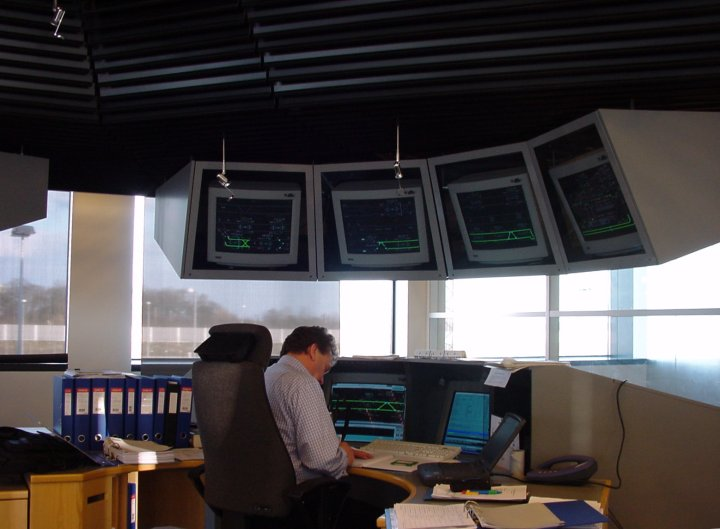
VestamagerのCMCにある司令室

自動列車保安
旅客と乗員、設備を保護するために自動列車保安装置が設計されている。この装置が、分岐器が正しい方向に開通しており、列車が正しい速度で走っていることを保証して、遅れや脱線を防ぐようになっている。路線は閉塞区間に分割されており、常に1つの閉塞区間には1本の列車しか入らないように保証されている。保線作業をしていたり線路上に障害物があったりして閉鎖されている区間に列車を入れないようにもなっている。
自動列車運転
自動列車運転装置 (ATO) により、運転士の代わりに列車の運行をしている。このシステムで、列車は正しく駅に停車し、ドアを開け、乗客の乗降を待って、再び列車を出発させる。分岐器の開通方向など致命的な機能については、このシステムから操作することはできない。
自動列車管理
自動列車管理 (ATS: Automatic Train Supervisory) では、列車の進路と目的地を制御している。このシステムは、地下鉄網をいくつかの異なるシナリオで運転できる。例えば、通常営業、単線営業、一部区間の保線中の営業などである。このシステムは、指令員に対して常時地下鉄網全体の分岐器の開通方向、全ての列車の位置、その他の設備などの情報を提供している。また、ATCで制御されているか手動で操作しているかに関わらず、警告・エラー・その他の路線上全ての設備に発生したイベントの一覧を表示する。

## M3系統・M4系統

2019年に開業したM3・M4系統を含むコペンハーゲン地下鉄の路線図

2005年12月2日、コペンハーゲンとフレデリクスベアの各自治体は、現在の地下鉄とS-togの利便性があまりよくない市街中心部を結ぶためにシティ・サークル線を建設して地下鉄を拡張することに合意した。この新線計画はデンマークの議会であるフォルケティングにより2007年6月1日に承認された。将来のこの路線には全部で17の駅があり、うち2つは従来の地下鉄網との共用駅、12は新建設の駅で、残りの3つは地上の鉄道の駅を改良して地下鉄と接続する駅にする。この路線の建設により、地下鉄の駅数は37になった。
エルスタッド開発会社は、このM3系統とM4系統は1日27万5000人を輸送すると予測している。このうち約25 パーセントは現在公共交通を利用しない人々とされる。新線では、既存路線と同じ駅の設計および車両を使用するが、M1・M2系統と異なり完全に地下を走行する。建設費用は約150億デンマーク・クローネ（2009年7月の為替レートで約2650億円）と見積もられており、2019年9月29日に開業した。
さらにM4系統を郊外のBrønshøjやグラッドサクセ、そして工業地帯のNordhavnや港の端にあるSydhavnへ延長する将来計画が検討されている。